# クロスランゲージ
株式会社クロスランゲージ（英: Cross Language Inc.）は、東京都千代田区に本社を置き、ソフトウェアの開発を行う日本の企業である。

## 概要・沿革
翻訳ソフト及びシステム・ソリューションを提供している機械翻訳専門のソフトウェア会社である。
1987年に株式会社ノヴァとして創業した。1989年、ワークステーション対応日本語⇔英語翻訳ソフト「Transer」を開発したことを契機に翻訳ソフトの開発・販売に進出し、1991年には同社初のWindows対応で、看板製品となる「PC-Transer/ej」を発売。以後、バージョンアップを重ねるごとに人気を高めた。
2005年以降、大手検索ポータルに翻訳システムを提供後、WEBサイトの翻訳サービスと翻訳サーバ導入が伸びている。Yahoo!翻訳、楽天Infoseekマルチ翻訳などで採用されていた。また、人間翻訳と機械翻訳を組合した翻訳ソリューションの実績があり、大手企業、中央官庁で導入されている。
1998年にはアジア向け翻訳ソフト開発会社として株式会社ノヴァ・アジアを設立した。
2002年にノヴァ・アジアとノヴァが対等合併して株式会社クロスランゲージに商号変更した。
アプリケーション市場では70%以上を持つシェアを活用し、事業を展開しているほか、ジャストシステムにも日本語⇔英語翻訳ソフト、PDFデータ変換ソフトをOEM供給している。
また、Weblio翻訳にも翻訳システムを提供している。

## 主要な製品

### Windows
- PC-Transer翻訳スタジオ（日本語⇔英語、翻訳ソフト）
- 明解翻訳（日本語⇔英語、翻訳ソフト）
- MED-Transer（日本語⇔英語、医学翻訳ソフト）
- 翻訳ピカイチ メディカル（日本語⇔英語、医学翻訳ソフト）
- PAT-Transer（日本語⇔英語、特許翻訳ソフト）
- 蓬莱（日本語⇔中国語、翻訳ソフト）
- 高麗（日本語⇔韓国語、翻訳ソフト）
- JxEuro（日本語⇔英語⇔フランス語・ドイツ語・スペイン語・ポルトガル語・イタリア語、翻訳ソフト）
- 中国語＋韓国語フルパック（日本語⇔中国語、日本語⇔韓国語、翻訳ソフト）
- 多言語フルパック（日本語⇔英語⇔フランス語・ドイツ語・スペイン語・ポルトガル語・イタリア語、日本語⇔中国語、日本語⇔韓国語、翻訳ソフト）

### Macintosh
- MAC-Transer翻訳スタジオ（日本語⇔英語、翻訳ソフト）
- MED-Transer（日本語⇔英語、医学翻訳ソフト）
- 翻訳ピカイチ メディカル（日本語⇔英語、医学翻訳ソフト）